# 343 a.C.
Il 343 a.C. (CCCXLIII a.C. in numeri romani) è un anno  del IV secolo a.C.

## Eventi
- L'Egitto viene invaso da Artaserse III; il faraone Nectanebo II raccoglie il suo tesoro e fugge lungo il Nilo in esilio nella Nubia. Il suo allontanamento segna la fine della XXX dinastia egizia, l'ultimo casato autoctono a governare l'Egitto.
- Roma
  - Consoli Marco Valerio Corvo e Aulo Cornelio Cosso Arvina.
  - Capua, attaccata dai Sanniti, si consegna a Roma: ha inizio la Prima guerra sannitica.

## Nati
- Filetero, sovrano († 263 a.C.)
- Candragupta Maurya, sovrano († 297 a.C.)

## Morti
- Nectanebo II, faraone egizio